# Danae clauda
Danae clauda es una especie de coleóptero de la familia Endomychidae.

## Distribución geográfica
Habita en Sikkim (India).